# Winston Washington
Winston Washington ist ein Costa-ricanischer Theater- und Filmschauspieler sowie Theaterproduzent.

## Leben
2013 verkörperte Washington im US-amerikanischen Science-Fiction-Film Apocalypse Earth die Rolle des Honda. 2014 stellte er in Italia 90 die historische Rolle des Fußballspielers Juan Cayasso Reid dar. 2016 wirkte er in acht Episoden der Fernsehserie La Urba als Vicente Rojas mit.
Als Theaterschaffender wirkte er in der Oper Nabucco von Giuseppe Verdi mit, die unter anderen im Centro Nacional de la Música, im Orquesta Sinfónica Nacional
und im Coro Sinfónico Nacional aufgeführt wurde. Weitere Stücke, die er initiierte, waren West Side Story oder Fantasticks. Als Theaterdarsteller wirkte er unter anderen im Stück La última fuga mit, das im Teatro Espressivo aufgeführt wurde.

## Filmografie (Auswahl)
- 2005: Atrapar un ruiseñor (Kurzfilm)
- 2013: Apocalypse Earth (AE: Apocalypse Earth)
- 2013: Mara María Mar (Kurzfilm)
- 2014: Italia 90
- 2014: Muñecas Rusas
- 2016: La Urba (Fernsehserie, 8 Episoden)
- 2017: Violeta al fin
- 2017: Hombre de fe
- 2018: El Baile de la Gacela

## Theater (Auswahl)

### Regie
- 2015: West Side Story
- 2015: Fantasticks
- Nabucco

### Schauspiel
- La última fuga, Teatro Espressivo